# Riksdagsmarsch
Riksdagsmarsch eller Marsch till Riksdagen 1789, är ett musikstycke komponerat av den svenske tonsättaren Joseph Martin Kraus för öppnandet av 1789 års Riksdag. Kung Gustav III ville under denna Riksdag stärka sin makt, samt skaffa fram mer medel och pengar för det pågående kriget mot Ryssland. Musiken användes under öppnandet av Riksdagen, och var beställd särskilt till detta tillfälle av kungen. Kraus har uppenbarligen blivit inspirerad av Mozarts opera Idomeneo, och då särskilt Prästmarschen.
Kopisten Fredrik Samuel Silfverstolpe skrev följande om marschen: ""Denna Marche, satt och nyttjad för processionen i St. Nicolai Kyrka i Stockholm vid Riksdagen 1789..."